# Neckarsteinach
Neckarsteinach è una città tedesca di 4 016 abitanti, situata nel land dell'Assia.
La città dei 4 castelli, Neckarsteinach, sul fiume Neckar, è nel Sud dell'Assia, nel circondario rurale del Bergstraße a 15 km a est da Heidelberg.